# Ibominas
Os Ibominas são um dos grandes sub-grupos da nação iorubá. Coloquialmente Igbonna ou Ogbonna (etnia de iorubás), ocupam a porção centro-norte da região iorubá do sudoeste da Nigéria. Além do iorubá, eles falam o dialeto ibomina (ou ibona), classificado entre a língua iorubá central como uma das três áreas dialéticas do iorubá principal. Há ibominas espalhados por toda parte que é hoje o norte do Osun (estado) (especialmente Ilá Orangum, Oquê-Ilá e Ibomina Orá) e do leste do Kwara (estado). As áreas periféricas da região linguística têm algumas semelhanças com os dialetos das adjacentes Adô Equiti, Ijexá e Oió.

## Ofícios Tradicionais e Ocupações
Os ibominas são famosos por sua agricultura, caça, proeza com a sua talha, couro e arte. Eles são os participantes mais destacados em Egungum Eleuê, Laieu e festivais epa. A famosa máscara Eleuê, um egungum representante dos antepassados durante festivais especiais, é exclusiva para o subgrupo iorubá ibomina. Acerca do culto aos egunguns, compartilharam com os nupés durante muito tempo. Possuem também um culto particular que se chama OFA (não confundir com a cidade).

## Distribuição geográfica
Ibomina é composta por três autoridades locais (LGAs) do estado de Kwara: Irepodun, Ifelodun e Isin LGAs (Área de Governo Local); bem como duas áreas de governo local do estado de Osun: Ifedayo e Ila LGAs.
Ibomina é adjacente, ao oeste e ao noroeste, a vizinhos importantes, como a região de Oió (iorubá), no sul e sudoeste do Ijexá (iorubá), no sul e sudeste dos equitis (iorubá), a leste de Iabá (Yagba; iorubá) e ao norte com Nupé (não iorubá), região sul do rio Níger. Outros vizinhos menores dos Ibominas são os Ibolôs, sub-grupo das cidades de Ofá, e Oiã Ocucu, no oeste.

## Cronologia Arqueológica e História Antiga
Mais de 800 esculturas em pedra, que representam principalmente figuras humanas, foram encontradas em torno de Esiẹ em Ibomina ocidental, e nas aldeias Ijara e Ofaro. Não se sabe quem criou as esculturas, mas parece terem sido criadas por volta de 1100 dC.
As evidências arqueológicas e linguísticas sugerem que as pessoas ibominas podem ter antecedido os povos vizinhos, exceto, talvez, os nupés e os iabás.  Embora na terra ibomina haja uma tradição que tenta explicar a origem de sua linguagem comum, a cultura e as instituições políticas, a partir de sua descendência através de uma única ascendência (a de Odudua), os ibominas nunca foram unidos sob uma única autoridade política. E, definitivamente, a terra Ibomina é anterior a Odudua. Como a terra ibomina era dividida em um grande número de pequenas unidades políticas, talvez tenha sido esse fator que influenciou o padrão de resistência a vários intrusos estrangeiros como os nupés e os Fulas, de Ilorin. 
Por tradições "orais" sobre a diáspora de Odudua, no momento das correntes migratórias causadas por uma invasão berbere no Egito, era postulado que se reuniam, nas terras ibominas, dinastias existentes no local, mas deslocadas e subjugadas a ele. Segundo o mito, a antiga terra Ibomina foi dividida por disputas de sucessões (ou de realojamento do reino para um novo sítio) centradas entre filhos e netos de Odudua. Daí, houve as migrações ou diásporas dos ibominas. Segundo Pierre Verger, esse fato provocou deslocamentos de populações ibominas inteiras em direção ao oeste, para terminar em Borgu (região dos Baribas). 
Após ser destronada, parte da dinastia da Terra Ibomina de Obatalá, nessa ocasião, teve de ir para as colinas iorubás (Oke-Onigbin), terra que foi tornada fértil à agricultura. Em uma das resistências em que os "guerreiros mascarados" ibos aterrorizavam e incendiavam sítios inimigos, há um relato de que o Rei dos ibos fora sucumbido pela beleza e astúcia de Moremi, a qual, mais tarde, deu as informações necessárias para a conquista do território ibo. Há também a versão de que o rei dos ibos teve de se refugiar em Ideta-Oko. Acerca desses episódios, alguns segmentos religiosos tomam a narrativa do mito da criação do Mundo como embate mitológico entre os dois, em que o guerreiro legendário Odudua subjuga Obatalá. Este (representação feminina - culto à terra) é preterido por Olodumarê na criação do mundo e aquele (representação masculina do guerreiro), escolhido.
Parece que, além dos mais recentes conflitos nos últimos dois séculos, o Império de Oió, Ijexá e o Adô Equiti podem ter, em tempos mais antigos, pressionado o território ibomina, capturando seu povo nas planícies e restringindo-o na terra mais dura e de qualidade inferior das colinas iorubás. Os ibominas, por outro lado, parecem ter pressionado os nupés e os iabás, levando seu território para longe deles em alguns lugares, mas também perdido território para eles em outros lugares. Transtornos maiores, os conflitos e guerras, bem como epidemia, causaram grandes e antigas dispersões (migrações) como a diáspora Obá, documentada na história oral, poesia e canções em  louvor a vários clãs ibominas.
Com a dispersão das pessoas de Obá-Ilê, do antigo Reino de Obá dos iorubás ibominas, para outras áreas da Nigéria, surgiram várias cidades com o nome de Obá, todas fundadas por remanescentes do antigo Reino de Obá, como Obá-Ile (em Osun State), Obá-Oke (em Osun State), Obá-Ilê (em Acuré em Ondô), Obá-Acocô (em Ouó em Ondô) e Obá Ibomina. É interessante ressaltar que os Ibominas são oriundos de três grupos distintos que migraram também em tempos diferentes para a formação de seu antigo Reino. Eles vieram das cidades de Ilé-Ifé, de Oió e de Queto, na atual República do Benin.

## Religião dos Ibominas
As principais religiões são o Islamismo, o Cristianismo e as Religiões tradicionais africanas (Animismo).
Dentre os iorubás, os ibominas foram os primeiros a se converterem ao islamismo, por causa da posição geográfica em que estão fixados na Nigéria, ou seja, Kwara (estado) faz fronteira às áreas muçulmanas de onde se iniciaram as invasões islâmicas às terras iorubás. Por isso, a maioria dos Ibominas de Kwara são muçulmanos. Nesta região eles viviam e vivem em contato com os nupés. É importante citar que o muçulmano iorubá não abandonou suas tradições caseiras ligadas à religião tradicional.

## Ibominas no Brasil
Para o Brasil vieram muitos africanos da diáspora do antigo Reino Ibomina. Um exemplo disso são os africanos oriundos da cidade Queto. No entanto, por conta da diáspora ibomina e da criação de novas cidades (estados), muitos povos desconhecem sua origem.
Na Bahia, muitos dos africanos islamizados que participaram da Revolta dos Malês eram ibominas, embora fossem classificados como de outras etnias, pois havia dificuldade em classificá-los. Como não eram um povo (etnia) "cordeiro", muitos foram dizimados como os hauçás, fulas etc. Após essa revolta, o termo alufá, no Bahia, não pode ser utilizado abertamente, pois denotava líder (negro revoltoso) "perigoso à sociedade colonizadora".
Muitas tradições e histórias envolvem o antigo Reino de Obá, porém, diante da destruição do Reino em tão longínquo século em relação à vinda de iorubás para o Brasil, conclui-se que a tradição oral de algumas confrarias religiosas afro-brasileiras (Axés) está ligada à diáspora dos Ibominas. Em solo brasileiro, ainda há esses templos religiosos que procuram manter (e recuperar) os ensinamentos da tradição afro-brasileira ibomina (ou que se reconhecem ibominas). Existentes desde os tempos da escravidão, eles mantêm, em sua linhagem sucessiva, os princípios da tradição oral religiosa trazida por iorubás oriundos das cidades da antiga terra Ibomina (diáspora Ibomina). Exemplos: Axé Obá Ibo, em Duque de Caxias (Rio de Janeiro) e Sociedade de Culto Afro-Brasileiro Terreiro Filhos de Obá, em Laranjeiras (Sergipe)